# Euchrysops albistriata
Euchrysops albistriata är en fjärilsart som beskrevs av Jean-Baptiste Capronnier 1889. Euchrysops albistriata ingår i släktet Euchrysops och familjen juvelvingar. Inga underarter finns listade i Catalogue of Life.